# ウッドワードステークス
ウッドワードステークス（Woodward Stakes）は、アメリカ合衆国ニューヨーク州のベルモントパーク競馬場で10月初旬に行われる競馬の競走である。

## 概要と歴史
1954年に創設された競走で、前年に亡くなったウィリアム・ウッドワード（元ジョッキークラブ会長）を記念したものである。創設時はハンデキャップ競走として施行され、以後何度か斤量条件が変更されている。また、1976年・1977年・1988年-1990年には名称をウッドワードハンデキャップ（Woodward Handicap）として開催されている。1991年以降は馬齢条件で行われている。
創設時はベルモントパーク競馬場で開催され、何度かアケダクト競馬場での移設開催を行い、2006年から2020年まではサラトガ競馬場で行われるようになった。2021年からは再びベルモントパーク競馬場で開催されることになった。これはもともとベルモントパークで9月下旬か10月初旬に行われていたジョッキークラブゴールドカップと8月下旬か9月初旬に行われていたウッドワードの時期を入れ替えた性質のものである。
創設時には8ハロン（約1600メートル）で施行されたが、翌年と翌々年には距離変更が行われたりと、何度も施行条件が変化した競走でもあった。最も長い距離で開催されていたのが1972年-1975年の期間で、12ハロン（約2400メートル）に設定されていた。1990年以降は9ハロンで固定され、現在に至っている。
2023年にはG2へ降格されることになった。
伝統の古馬重賞のひとつで、今までに同競走を連覇した馬が多数存在している。中にはフォアゴー（4連覇・1974年-1977年）やケルソ（3連覇・1961年-1963年）のような大記録もある。
また1980年のレースは、スペクタキュラービッドが単走で優勝した。

## 近年の勝ち馬
- 2024年 Tapit Trice
- 2023年 Zandon
- 2022年 Life Is Good
- 2021年 Art Collector
- 2020年 Global Campaign
- 2019年 Preservationist
- 2018年 Yoshida
- 2017年 Gun Runner
- 2016年 Shaman Ghost
- 2015年 Liam's Map
- 2014年 Itsmyluckyday[3]
- 2013年 Alpha
- 2012年 To Honor and Serve
- 2011年 Havre de Grace
- 2010年 Quality Road
- 2009年 Rachel Alexandra（牝馬初優勝）
- 2008年 Curlin
- 2007年 Lawyer Ron
- 2006年 Premium Tap
- 2005年 Saint Liam
- 2004年 Ghostzapper
- 2003年 Mineshaft
- 2002年 Lido Palace
- 2001年 Lido Palace
- 2000年 Lemon Drop Kid